# 炉眼鱼属
炉眼鱼属為輻鰭魚綱仙女魚目青眼魚亞目爐眼魚科的一属。

## 下属物种
- 阿氏爐眼魚(Ipnops agassizii)
- 穆氏爐眼魚(Ipnops meadi)
- 爐眼魚(Ipnops pristibrachium)

## 擴展閱讀
維基物種上的相關：爐眼魚属